# Saraikela
Saraikela (en hindi: সেরাইকেলা ) es una localidad de la India, centro administrativo del distrito de Saraikela Kharsawan en el estado de Jharkhand.

## Geografía
Se encuentra a una altitud de 180 m s. n. m. a 134 km de la capital estatal, Ranchi, en la zona horaria UTC +5:30.

## Demografía
Según estimación 2010 contaba con una población de 13 054 habitantes.